# Favourite Worst Nightmare
Favourite Worst Nightmare là album phòng thu thứ hai của ban nhạc indie rock Anh Arctic Monkeys được phát hành tại Nhật Bản vào này 18 tháng 4 năm 2011 trước khi được phát hành trên toàn thế giới. Thu âm ở Miloco Studios phía đông London với nhà sản xuất James Ford và Mike Crossey, đĩa đơn đầu tiên được phát hành từ album, "Brianstorm" vào ngày 2 tháng 4 năm 2007.

## Đánh giá phê bình
| Đánh giá chuyên môn | Đánh giá chuyên môn |
| Điểm trung bình     | Điểm trung bình     |
| Nguồn               | Đánh giá            |
| ------------------- | ------------------- |
| Metacritic          | 82/100              |
| Nguồn đánh giá      |                     |
| Nguồn               | Đánh giá            |
| Allmusic            | [ 8 ]               |
| A.V. Club           | B                   |
| Blender             | [ 10 ]              |
| The Guardian        | [ 11 ]              |
| NME                 | 9/10                |
| Now                 | [ 13 ]              |
| The Observer        | [ 14 ]              |
| Pitchfork Media     | 7.4/10              |
| Rolling Stone       | [ 16 ]              |
| Spin                | 6/10                |

Favourite Worst Nightmare được đón nhận vô cùng tích cực từ khi được phát hành, trên Metacritic, album đạt được 82 điểm.

## Hiệu suất thương mại
Trong tuần đầu phát hành, album bán được hơn 220.000 bản, đạt vị trí số 1 trên UK Albums Chart, mặc dù bán ít hơn album đầu 100.000 bản. Cả hai đĩa đơn đầu từ album đều là Top Hit tại Anh. Vào tháng 9, năm 2013, album đã bán được 821.128 bản tại Anh.
Tại Hoa Kỳ, album đứng vị trí số bảy, bán khoảng 44.000 bản trong tuần đầu tiên. Album được chứng nhận 2x bạch kim ở Anh và được đề cử cho giải Mercury 2007. Tại BRIT Awards 2008 nó đã thắng Best British Album.

## Danh sách bài hát
Tất cả lời bài hát được viết bởi Alex Turner, except where noted; tất cả nhạc phẩm được soạn bởi Arctic Monkeys.
| STT | Nhan đề                                            | Phổ lời     | Thời lượng |
| --- | -------------------------------------------------- | ----------- | ---------- |
| 1.  | "Brianstorm"                                       |             | 2:50       |
| 2.  | "Teddy Picker"                                     |             | 2:43       |
| 3.  | "D Is for Dangerous"                               |             | 2:16       |
| 4.  | "Balaclava"                                        |             | 2:49       |
| 5.  | "Fluorescent Adolescent" (Turner, Johanna Bennett) |             | 2:57       |
| 6.  | "Only Ones Who Know"                               |             | 3:02       |
| 7.  | "Do Me a Favour"                                   |             | 3:27       |
| 8.  | "This House Is a Circus"                           |             | 3:09       |
| 9.  | "If You Were There, Beware"                        |             | 4:34       |
| 10. | "The Bad Thing"                                    |             | 2:23       |
| 11. | "Old Yellow Bricks" (Turner, Jon McClure)          |             | 3:11       |
| 12. | "505"                                              | Alex Turner | 4:13       |

| Japanese edition bonus tracks | Japanese edition bonus tracks | Japanese edition bonus tracks |
| STT                           | Nhan đề                       | Thời lượng                    |
| ----------------------------- | ----------------------------- | ----------------------------- |
| 13.                           | "Da Frame 2R"                 | 2:20                          |
| 14.                           | "Matador"                     | 4:57                          |

### Bonus video
- The music video for "Brianstorm" was included as a bonus with iTunes pre-orders of Favourite Worst Nightmare.

## Đĩa đơn
- "Brianstorm" (2 tháng 4 năm 2007, Domino Records) #2
- "Fluorescent Adolescent" (9 tháng 7 năm 2007, Domino Records) #5
- "Teddy Picker" (3 tháng 10 năm 2007, Domino Records)[20] #20

## Thành phần tham gia
Arctic Monkeys
- Alex Turner – lead vocals, lead và rhythm guitar, baritone guitar (track 9), Vox Super Continental Organ (track 12)
- Jamie Cook – lead and rhythm guitar, backing vocals
- Nick O'Malley – bass guitar, backing vocals
- Matt Helders – drums, tambourine, backing vocals, co-lead vocals (tracks 3 and 8)

Nghệ sĩ thêm
- James Ford – additional guitar (track 6)
- Miles Kane – additional guitar (track 12)

## Bảng xếp hạng và chúng nhận
| BXH (2007)                               | Vị trí cao nhất |
| ---------------------------------------- | --------------- |
| Album Úc (ARIA)                          | 2               |
| Album Áo (Ö3 Austria)                    | 6               |
| Album Bỉ (Ultratop Vlaanderen)           | 3               |
| Album Bỉ (Ultratop Wallonie)             | 9               |
| Album Canada (Billboard)                 | 4               |
| Album Đan Mạch (Hitlisten)               | 1               |
| Album Hà Lan (Album Top 100)             | 1               |
| Album Phần Lan (Suomen virallinen lista) | 14              |
| Album Pháp (SNEP)                        | 6               |
| Album Đức (Offizielle Top 100)           | 2               |
| Album Ireland (IRMA)                     | 1               |
| Album Ý (FIMI)                           | 14              |
| Japanese Albums                          | 4               |
| Album México (Top 100 Mexico)            | 43              |
| Album New Zealand (RMNZ)                 | 4               |
| Album Na Uy (VG-lista)                   | 2               |
| Album Ba Lan (ZPAV)                      | 48              |
| Album Tây Ban Nha (PROMUSICAE)           | 20              |
| Album Thụy Điển (Sverigetopplistan)      | 17              |
| Album Thụy Sĩ (Schweizer Hitparade)      | 6               |
| Album Anh Quốc (OCC)                     | 1               |
| Album Hoa Kỳ Billboard 200               | 7               |
| European Top 100 Albums                  | 2               |

| Charts (2014)   | Peak position |
| --------------- | ------------- |
| UK Albums (OCC) | 84            |

| Quốc gia                                  | Chứng nhận  | Số đơn vị/doanh số chứng nhận |
| ----------------------------------------- | ----------- | ----------------------------- |
| Nhật Bản (RIAJ)                           | Vàng        | 100.000^                      |
| Anh Quốc (BPI)                            | 2× Bạch kim | 600.000^                      |
| Pháp                                      | Vàng        | 100,000                       |
| Đức                                       | Vàng        | 100,000                       |
| Ý                                         | Vàng        | 60,000                        |
| ^ Chứng nhận dựa theo doanh số nhập hàng. |             |                               |

## Lịch sử phát hành
| Nước        | Ngày                     | Hãng thu âm               | Định dạng | Số Catalog               |
| ----------- | ------------------------ | ------------------------- | --------- | ------------------------ |
| Nhật Bản    | 18 tháng 4 năm 2007      | Hostess                   | CD        | HSE-10043                |
| Đức         | 20 tháng 4 năm 2007      |                           | CD        |                          |
| Ireland     | 20 tháng 4 năm 2007      |                           | CD        |                          |
| Tây Ban Nha | 20 tháng 4 năm 2007      |                           | CD        |                          |
| Úc          | 21 tháng 4 năm 2007      |                           | CD        |                          |
| Anh         | 23 tháng 4 năm 2007      | Domino Records            | LP        | WIGLP188 / 5034202018810 |
| Anh         | 23 tháng 4 năm 2007      | Domino Records            | CD        | WIGCD188 / 5034202018827 |
| Brazil      | 23 tháng 4 năm 2007      | EMI                       | CD        |                          |
| Pháp        | 23 tháng 4 năm 2007      |                           | CD        |                          |
| Bỉ          | 23 tháng 4 năm 2007      |                           | CD        |                          |
| Hoa Kỳ      | ngày 24 tháng 4 năm 2007 | Domino, Warner Bros.      | CD        | DNO 136 / 801390013621   |
| Israel      | ngày 24 tháng 4 năm 2007 |                           | CD        |                          |
| Canada      | ngày 24 tháng 4 năm 2007 | Domino, WEA International | CD        |                          |